# Nerwiki (przystanek kolejowy)
Nerwiki – zamknięty przystanek osobowy w Nowej Wsi Wielkiej na linii kolejowej nr 224, w województwie warmińsko-mazurskim, w Polsce. 